# Riccardo Salvino
Riccardo Salvino, né à Palerme le 29 mars 1944 et mort le 12 janvier 1999, est un acteur italien. 

## Biographie
Né à Palerme, Salvino a fait ses débuts au cinéma à 23 ans, avec un rôle principal dans Il magnaccio de Franco De Rosis,. Dans les années 1970, il est actif dans les films de genre, souvent dans des rôles principaux. Dans les années 1980, il concentre ses activités à la télévision, apparaissant dans  des séries et de téléfilms. Il a souvent travaillé avec Joe D'Amato.

## Filmographie partielle
- 1969 :  Il magnaccio - Sergio Venturi
- 1969 : Les héros ne meurent jamais (Probabilità zero) de Maurizio Lucidi - Hans Liedholm
- 1970 : Vierges pour Satana (Una spada per Brando) d'Alfio Caltabiano - Robin des Bois / Brando
- 1970 : Rangers: attacco ora X - Lieutenant Porter
- 1971 : La lunga spiaggia fredda - Jonathan
- 1971 : Les Pétroleuses de Christian-Jaque
- 1971 : Forza G de  Duccio Tessari.
- 1972 : Ton vice est une chambre close dont moi seul ai la clé (Il tuo vizio è una stanza chiusa e solo io ne ho la chiave) de Sergio Martino - Dario
- 1973 : Partirono preti, tornarono… curati de Bianco Manini - John le timide
- 1973 : Un modo di essere donna (1973) - Fabrizio
- 1974 : Madeleine, anatomia di un incubo - Luis
- 1974 : La Mort lente (La moglie giovane) de Giovanni D'Eramo
- 1974 : Vers un destin insolite sur les flots bleus de l'été de Lina Wertmüller
- 1976 :  Section de choc (Quelli della calibro 38) de Massimo Dallamano
- 1977 : Emanuelle in America - Bill
- 1977 : Équipe spéciale ('La polizia è sconfitta) de Domenico Paolella
- 1988 : Les Indifférents (Gli indifferenti), mini-série anglo-italienne en deux épisodes de 100 minutes de Mauro Bolognini.